# Overtoom 197-205 (Amsterdam)

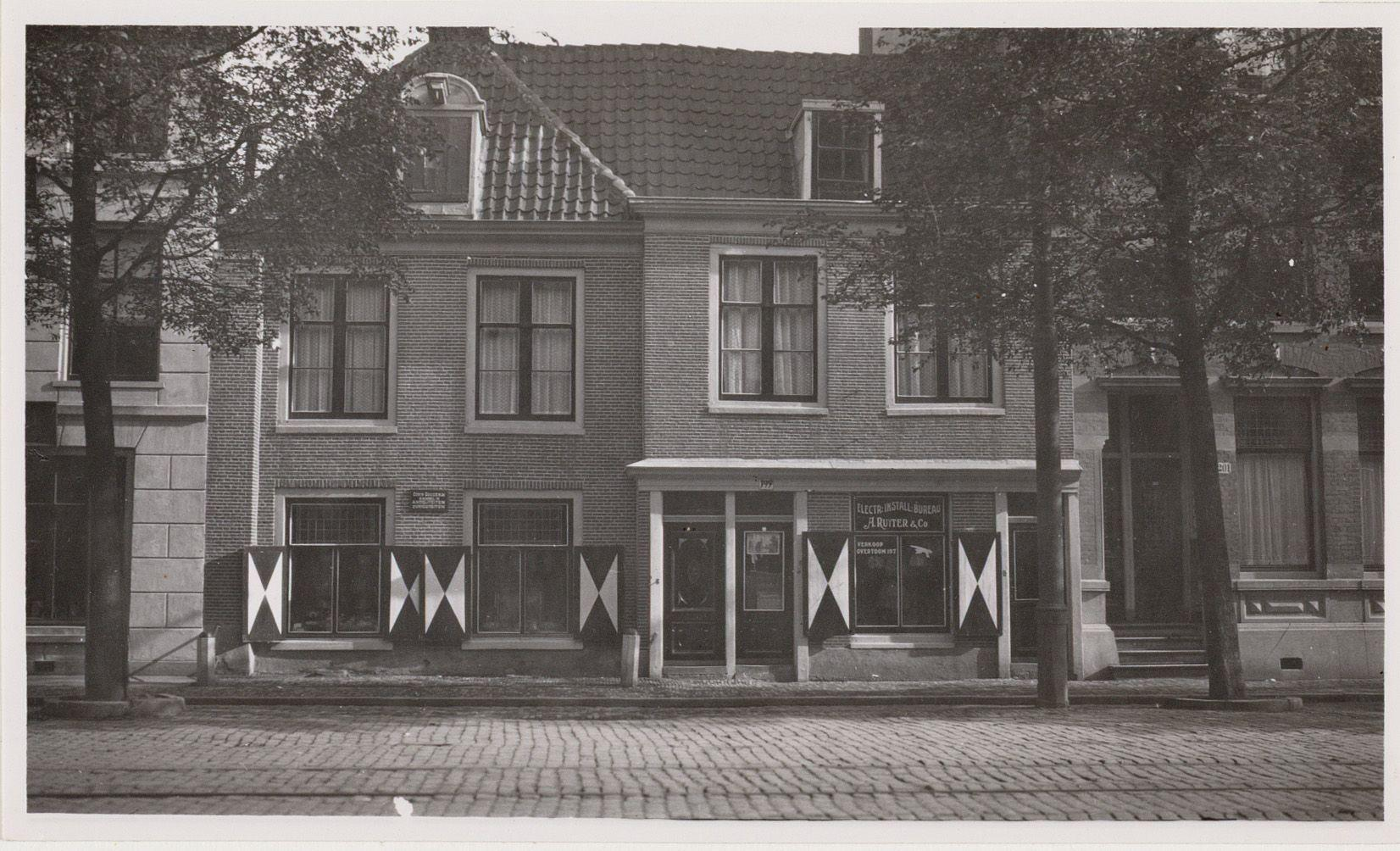
Overtoom 197-201 in 1920 voor de rigoureuze sloop

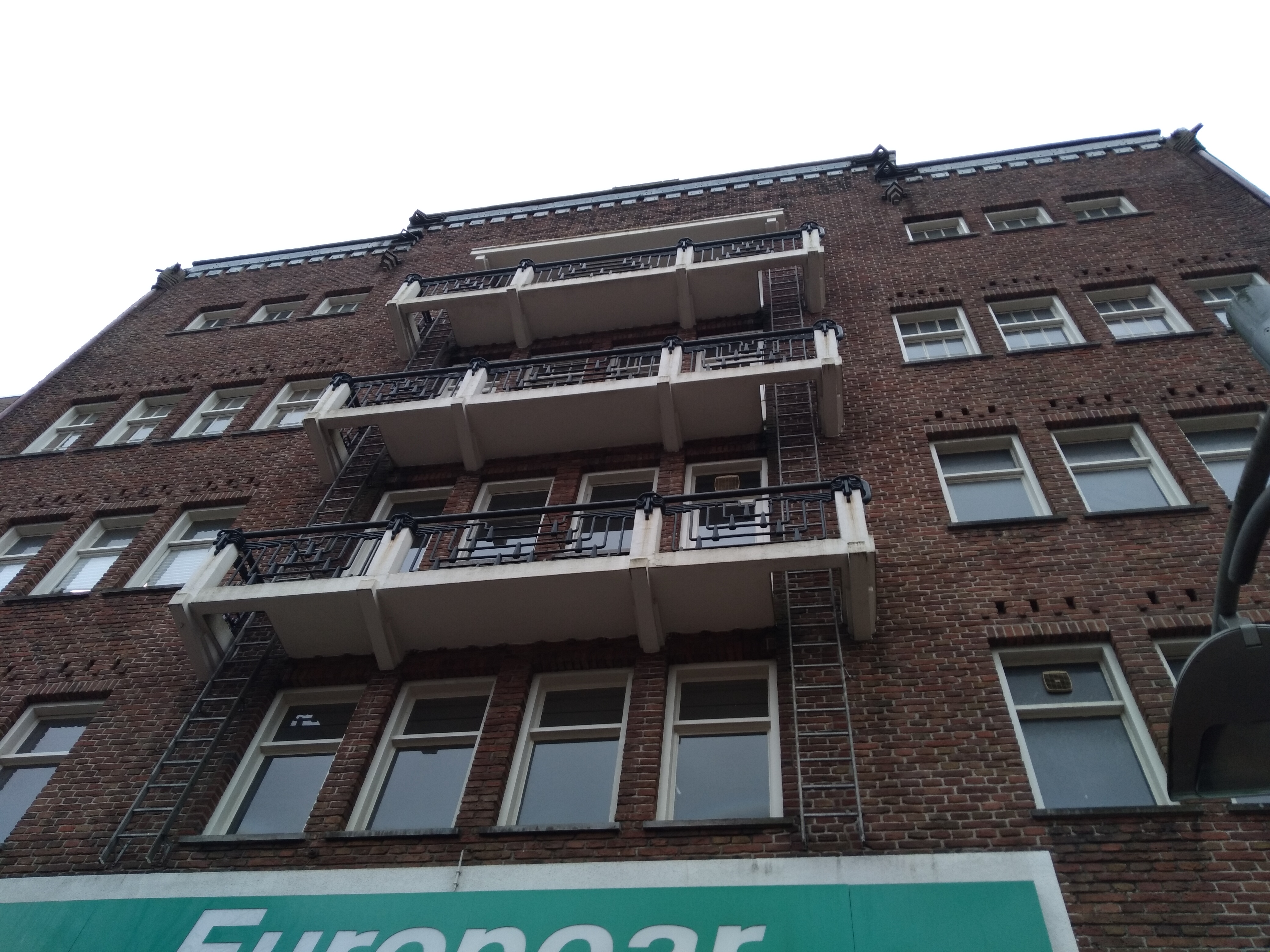
Brandtrappen door de balkons (januari 2021)

Overtoom 197-205, Amsterdam is een gebouwencomplex aan de Overtoom in Amsterdam-West.

## Geschiedenis
De Overtoom als Overtoomsche Vaart was eeuwenlang een van de radiaal (water)wegen vanuit Amsterdam richting het (zuid)westen. Wanneer de vaart rond 1903 gedempt wordt is er alleen nog het wegverkeer over, maar de straat werd in de eeuw na demping een steeds belangrijker wordende verbinding tussen Amsterdam-Centrum en Amsterdam-West, Amsterdam Nieuw-West. Gedurende al die tijd werd er gebouwd, gesloopt en opnieuw gebouwd aan de vaart/straat.

## Gebruik
Rond 1923 vestigde de Amsterdamsche Ford Garage (autobedrijf C.L. de Groot) vanuit Hoofddorp zich in een complex Overtoom ter hoogte van 197-205. De Groot hoopte te profiteren van het toenemende autoverkeer op de Overtoom en verkocht en repareerde auto’s van Lincoln, Ford en Fordson. De zaken gingen dermate goed, dat het autobedrijf in 1924 een complete service ging verlenen in een vernieuwd 
gebouw met inritten op nummer 205; de lagere nummers bleven nog in gebruik bij het autobedrijf voor andere werkzaamheden. Al voor de opening van dat servicestation begon tevens de afbraak van de andere gebouwen die ongeschikt waren voor de uitvoering van een garagebedrijf. Alles vanaf de melkfabriek (Plancius, VAMI en Melk Unie) op Overtoom 195 tot aan het nieuwe gebouw op 205 en het dubbele herenhuis op 207/209 ging tegen de vlakte om plaats te maken voor opnieuw nieuwbouw met garagebedrijf op de begane grond en woningen daarboven. Door de nieuwbouw kwam een van de eerste parkeergarages met liftbediening in Nederland tot stand. Het gebouw bestond vanaf toen uit een segment laagbouw, bedrijfsruimten voor het garagebedrijf en daarboven woningen en een segment. Parkeergarage. Het ontwerp van de parkeergarage is afkomstig van de weinig bekende architect H. van Jaarsveld jr. . In de nazomer van 1929 kon het gehele complex in gebruik worden genomen met in november niet meer de verkoop van Fords maar Chevrolet, Oldsmobile, G.M.C Truck, Buick en Marquette. Tevens was de tenaamstelling van het bedrijf gevestigd in NV Amsterdamsche Garage v.h C.L. de Groot. In 1934 verscheen er een nieuwe naam op de gevel NV RIVA Garage (Reparatie Inrichting van Automobielen), waarin de toekomstig supermarktketen Albert Heijn een meerderheidsbelang had. De Fordgarage verhuisde naar de Baarsjesweg. Datzelfde verkeersaanbod werd een steen om de nek van het bedrijf; ze werd in de jaren tachtig steeds moeilijker bereikbaar waarop het bedrijf vertrok naar de Baarsjesweg, het voor Amsterdammers bekende RIVA-terrein; het is dan 1988.
Niet veel later werden de bedrijfsgedeelten op huisnummer 197 (de hoogbouw, de parkeergarage) ingenomen door L. Gijselman BV met als naam Veilinggebouw De Zon, dat hoog in de gevel werd vermeld. Deze firma ging in 1993 failliet. Het werd kortstondig opgevolgd door De Nieuwe Zon. In de 21e eeuw is er wederom een autobedrijf als huurder, Autoverhuur Europcar. Daarboven was vanaf 2001 tot 2019 het architectenbureau Ronald Jannsen Architektenbureau er gevestigd. Ronald Janssen koos er bij de vestiging voor het interieur voor zover nodig in oude staat te herstellen in plaats van grondig te verbouwen. Daarbij kwamen betegelde vloeren tevoorschijn, die jarenlang onder een dikke drab verborgen zaten. Ook ruiten in de zijgevels kwamen weer tevoorschijn. Omdat de liftinstallaties nog werkten konden medewerkers hun auto’s letterlijk mee naar kantoor nemen, ware het niet dat de ventilatie daarvoor niet voldeed. Het architectenbureau kreeg qua huurder in Marc Prosman Architecten een opvolger.
De bedrijfsgedeelten in de laagbouw werden gedurende het lange proces omgebouwd tot winkeleenheden.   

## Gebouw
Alhoewel de begane grond een constante stroom aan gebruikers kende is het gebouw nog vrijwel conform de oplevering in 1929, wel is de toegang op de begane grond continue gewijzigd aan het gebruik. In 1959 werden de verdiepingen van de parkeergarage als deels omgebouwd tot showroom en kantoren. Het gebouw oogt met haar donkerbruine baksteen gevels een sombere indruk. Doordat aan deze zijde van de Overtoom (zuidelijke kant) steeds gebouwd bleef worden valt het pand architectonisch qua bouwstijl niet op tussen de allerlei toegepaste bouwstijlen hier. 
Het gebouw werd op 18 december 2008 tot gemeentelijk monument verklaard, waarbij onder meer de volgende redenen werden genoemd:
- de architectonische samenhang tussen twee bouwdelen, bedrijfsruimten en woningen enerzijds en parkeergarage anderzijds;
- de eenheid in uiterlijk, terwijl het innerlijk gebruik afwijkt; nieuwbouw is in dezelfde stijl als de oudbouw
- expressionistische detaillering binnen sober uiterlijk,
- over de volle lengte van het gebouw is origineel een witte scheidslijn te vinden tussen begane grond en bovenverdiepingen; die witte lijn is slechts aangepast bij de inrit van de parkeergarage;
- toegepaste bakstenen liseen op natuurstenen voet in het deel 201-2005
- beide bouwdelen hebben bij de bovenste etages lagere ramen om een overgang naar het eind van de gevelwand te duiden;
- bij de parkeergarage zijn hemelwaterafvoerpijpen in de lisenen toegepast;
- bij de parkeergarage zijn betonnen balkons toegepast met sierlijke balustrades, de decoraties zijn terug te vinden bij de natuurstenen regenvergaarbekkens op de hoeken.

Niet alleen het exterieur en nog aanwezige oorspronkelijke interieur waren redenen tot de monumentverklaring. Ook de bedrijfsmatige typologie als vermoedelijke eerste parkeergarage met lift droeg daarbij mee. Bovendien past het gebouw nog steeds binnen de originele bedrijfsvoering hier; al ten tijde van de vaart etc. waren hier wagenmakerijen etc. gevestigd.   